# Cassandra Sawtell

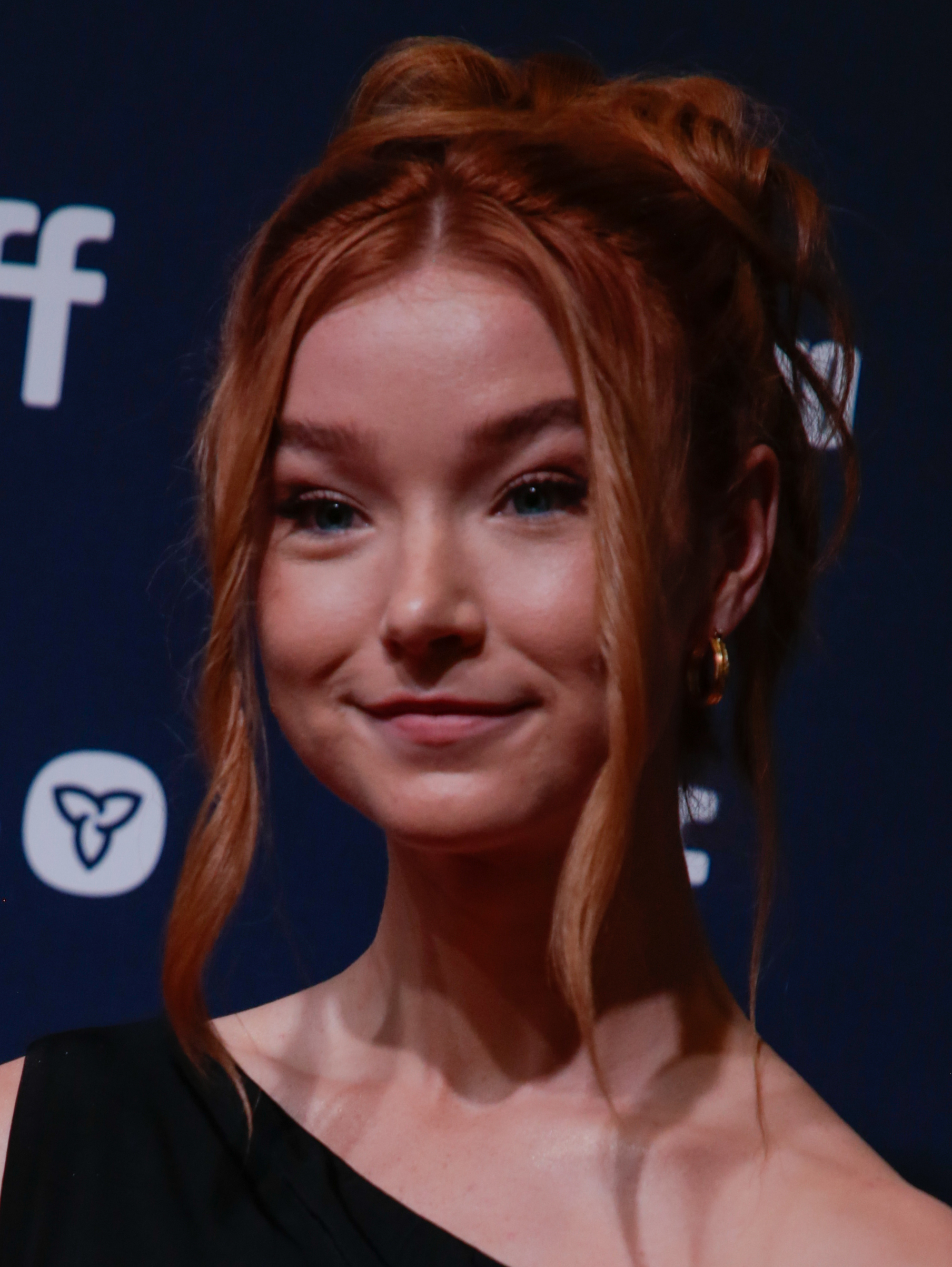
Cassandra Sawtell

Cassandra Sawtell (* 1997 in Vancouver, British Columbia) ist eine kanadische Schauspielerin.
Schon im Kindergarten nahm Sawtell an Aufführungen teil. Durch ihren damaligen Betreuer wurde sie entdeckt und trat einer Schauspielklasse bei. Sawtell begann mit sieben Jahren als Schauspielerin zu arbeiten. Sie trat dabei vorwiegend in diversen Fernsehserien auf, auch in einigen Fernsehfilmen war sie dabei. In Neverwas debütierte sie 2005 als Kinoschauspielerin. Ihr bekanntester Film bisher war der 2009 erschienene Kinofilm Das Kabinett des Dr. Parnassus.

## Filmografie
- 2004: Touching Evil (Fernsehserie)
- 2005: The Colt (Fernsehfilm)
- 2005: Personal Effects (Fernsehfilm)
- 2005: Miss Texas (Fernsehfilm)
- 2005: The L Word – Wenn Frauen Frauen lieben (Fernsehserie)
- 2005: Neverwas
- 2005: Terminal City (Fernsehserie)
- 2005: Smallville (Fernsehserie, Episodenrolle)
- 2006: She’s the Man – Voll mein Typ!
- 2006: Deadzone (Fernsehserie)
- 2006: Three Moons Over Milford (Fernsehserie)
- 2006: Imaginary Playmate (Fernsehfilm)
- 2007: Nobody (Fernsehfilm)
- 2007: Blood Ties – Biss aufs Blut (Fernsehserie)
- 2007: Nightmare (Fernsehserie)
- 2007: Der Glücksbringer
- 2007: The Perfect Child (Fernsehfilm)
- 2008: Every Second Counts (Fernsehfilm)
- 2008: Psych (Fernsehserie)
- 2009: Das Kabinett des Dr. Parnassus (The Imaginarium of Doctor Parnassus)
- 2009: Harper’s Island (Fernsehserie)
- 2009: Scooby-Doo! The Mystery Begins (Fernsehfilm)